# 无用神力兄弟会
《无用神力兄弟会》是中国女性小说作家钻石咖啡鸦写的轻小说，是作者第一部作为单行本出版的作品。从2001年开始给杂志供稿。在《天漫轻小说》里连载。作者自己也有杂谈、社评、严肃小说和诗歌等其他种类的连载。